# Лансель, Эдмон
Эдмон Эмиль Лансель (нидерл. Edmond Emile Lancel; 3 июля 1888 — 15 апреля 1959) — бельгийский шахматист, международный арбитр (1952).

## Биография
По образованию Эдмон Лансель был инженером химиком. Работал шахматным журналистом в бельгийском журнале «La Nation belge». Эдмон Лансель представлял Бельгию на неофициальной шахматной олимпиаде 1924 года. В феврале 1925 года он основал шахматный журнал «L' Echiquier», в котором публиковались Александр Алехин, Савелий Тартаковер и другие выдающийся шахматисты того времени. Журнал существовал до конца 30-х годов.
Эдмон Лансель был известен как судья и организатор шахматных турниров. В 1952 году он стал международным арбитром ФИДЕ. Также участвовал в шахматных турнирах по переписке. Представлял Бельгию на 1-й Всемирной заочной шахматной олимпиаде (1946—1949).